# Ciarán O'Lionáird
Ciarán O'Lionáird (Irlanda, 11 de abril de 1988) es un atleta irlandés especializado en la prueba de 3000 m, en la que consiguió ser medallista de bronce europeo en pista cubierta en 2013.

## Carrera deportiva
En el Campeonato Europeo de Atletismo en Pista Cubierta de 2013 ganó la medalla de bronce en los 3000 metros, con un tiempo de 7:50.40 segundos que fue su mejor marca personal, tras el azerbayano Hayle Ibrahimov y el español Juan Carlos Higuero.